# Kevin Karamitros
Kevin Karamitros je americký rockový bubeník. Mimo jiné hrál také s kalifornskou hard rockovou skupinou Iron Butterfly v letech 1977-1978. V současné době je členem skupiny The Flames.